# 1012 Sarema
1012 Sarema är en asteroid i huvudbältet som upptäcktes den 12 januari 1924 av den tyske astronomen Karl Wilhelm Reinmuth, som ensam upptäckte nästan 400 asteroider. Dess preliminära beteckning var 1924 PM. Den fick sedan namn efter karaktären Zarema Aleksandr Pusjkins dikt Springbrunnen i Bachtjisaraj.
Dess rotationstid har beräknats till 10,32 timmar. 